# Beşikkaya
Beşikkaya ist ein Dorf im Landkreis Ömerli der türkischen Provinz Mardin. Beşikkaya liegt etwa 41 km nordöstlich der Provinzhauptstadt Mardin und 15 km südöstlich von Ömerli. Beşikkaya hatte laut der letzten Volkszählung 424 Einwohner (Stand Ende Dezember 2009).